# 大偽針茅
大偽針茅（学名：Pseudoraphis spinescens）为禾本科偽針茅屬下的一个种。

## 扩展阅读
- 維基物種上的相關：大偽針茅